# Cédric Marshall Kissy
Cédric Marshall Kissy (* 1988 in Grand-Bassam) ist ein ivorischer  Dichter. Er wurde mehrfach ausgezeichnet.

## Veröffentlichungen
- 2010: Ciel d’Amour, terre de haine, Éditions Edilivre.
- 2011: Tréfonds de cœurs de pierre, Éditions l’Harmattan
- 2012: Tendresse et passion, anthologie des plus beaux poèmes d'amour de la Saint-Valentin
- 2012: L'amour selon elle, Nouvelles, Éditions Balafons
- 2013: La circulation des idées,  Le texte vivant